# Водоспад Брідалвейл, Нова Зеландія
Хоча цей водоспад знаходиться недалеко від шосе SH73, він захований від більшості туристів, що проїжджають об'їзну дорогу Артурс, на північ від села Артурс Пас, перетятою місцевістю та рослинністю. Водоспад Брідал Вейл не даремно носить назву «Весільної завіси». Траєкторією падіння води він дивовижно нагадує легку фату нареченої. До підніжжя водоспаду ведуть сходи з трьома сотнями східців. Милуватися Брідал Вейлом найкраще здалеку. Поблизу, особливо зверху, він здається зовсім крихітним. Між тим, це один із наймальовничіших і величних водоспадів Нової Зеландії, падаючий крізь великий амфітеатр скель з висоти в 55 метрів.